# Забайків'я
Забайків'я (Забайков'я) — місцевість, поселення. Пролягає від Байкової вулиці (її верхньої частини) в бік Деміївської площі. 
Назва — від Байкового кладовища, за яким розташоване поселення. 
Вперше згадується у 1850-ті роки, коли ці, доти порожні землі, придбала Києво-Звіринецька церква і почала здавати їх в оренду міщанам, селянам і відставним солдатам під сади і городи. 
У 1889 році в селищі вже налічувалося 1,5 тис. жителів, в той самий час сформувалася сучасна система вулиць і провулків (згодом окремі з них змінювали назви по 3-4 рази) та основна забудова.
У 1909 році викуплене в церкви київською міською владою. На 3абайків'ї збереглося чимало споруд кінця ХІХ-початку XX століття. Частина поселення — між вулицями Володимира Брожка та Кочубеївською — повністю знесена у 1980—90-і роки (тепер тут пустир і промзона).